# TV4 Tamazight
Pour les articles homonymes, voir TV4 (homonymie).
TV4 (en berbère : ⴰⵎⴰⵜⴰⴼ ⵡⵉⵙ 4), en arabe : الجزائرية الرابعة), également connue sous le nom de TV Tamazight (en berbère : ⵜⴰⵎⴰⵣⵉⵖⵜ, en arabe : الأمازيغية), est une chaîne de télévision publique algérienne créée le mercredi 18 mars 2009. Il s'agit d'une chaîne en langue arabe et tamazight dans ses déclinaisons kabyle, chaoui, tamasheq, chenoui et mozabite.

## Identité visuelle

Version berbère du logo depuis 2020.
Version arabe du logo depuis 2020.

## Diffusion
Depuis le 4 avril 2011 la chaîne fait partie du bouquet gratuit de Free, visible sur le canal 484. La Chaîne 4 est diffusée, par le biais de la Télédiffusion d'Algérie (TDA), sur plusieurs satellites couvrant le Maghreb, le Moyen-Orient, l'Europe et l'Afrique. Les programmes de la chaine sont accessibles gratuitement sur Internet, via notamment playtv : playtv.fr/television/tamazight-tv-4/